# Стар Истевник
Стар Истевник (на македонска литературна норма: Стар Истевник) е село в община Царево село на Северна Македония.

## География
Селото се намира в областта Пиянец. Селото е разположено на десния бряг на река Желевица. В миналото се е смятало заедно с Нов Истевник на другия бряг на реката за махала на единното село Истевник. Истевник е турското произношение на оригиналната българска форма Стевник, която също се среща в литературата.

## История
В началото на XX век Истевник е село в Малешевската каза на Османската империя. Църквата „Свети Никола“ е изградена в 1857 година. Според статистиката на Васил Кънчов („Македония. Етнография и статистика“) в 1900 година Истевник (Нов и Стар) е смесено българо-помашко село с 615 души жители българи християни и 290 българи мохамедани.
Цялото християнско население на Истевник е под върховенството на Българската екзархия. По данни на секретаря на екзархията Димитър Мишев („La Macédoine et sa Population Chrétienne“) в 1905 година в Истевник (Нов и Стар) има 640 българи екзархисти и функционира българско училище.
При избухването на Балканската война в 1912 година 9 души от Истевник са доброволци в Македоно-одринското опълчение.
Според Димитър Гаджанов в 1916 година в Истевник живеят 438 помаци и 615 българи.
Според преброяването от 2002 година селото има 70 жители, всички северномакедонци.

## Личности
Родени в Истевник
- Велика Попданаилова (1847 – 1935), българска дарителка
- Илия Богданов (1869 - ?), деец на ВМОК, пръв председател на Македоно-одринското дружество в Кюстендил
- Спиро Георгиев, войвода на контрачета в годините на Втората световна война, бореща се с комунистическите партизани в Струмишко[7]
- Христо Анастасов Иванов (? - 11 август 1941), български революционер, деец на ВМОРО и Илинденската организация,[8] македоно-одрински опълченец, 26-годишен към 1912 година, неграмотен, четата на Дончо Златков[9]
- Христо Спасев, български революционер от ВМОРО, четник на Симеон Молеров[10]

Починали в Истевник
- Дечо Димитров Вълчев, български военен деец, младши подофицер, загинал през Междусъюзническа война[11]

Свързани с Истевник
- Владимир Димитров – Майстора (1882 - 1960), български художник, по произход от Стар Истевник
- Константин, български свещеник в селото около 1850 – 1870 година, спомоществовател от Кюстендил за „Житие св. Григория Омиритскаго“, преведено от Ав. Попстоянов (1852)[12]
- Тихон Тивериополски (р. 1945), български духовник, по произход от Стар Истевник